# خوسيه ميراندا
خوسيه ميراندا (بالألمانية: José Porfirio Miranda) (و. 1924 – 2001 م) هو عالم عقيدة، وفيلسوف، وعالم اقتصاد، وأستاذ جامعي، ولد في مونتيري، المكسيك، توفي عن عمر يناهز 77 عاماً.